# Cestonia harteni
Cestonia harteni là một loài ruồi trong họ Tachinidae.